# Svetovno prvenstvo v hokeju na ledu 2010
Svetovno prvenstvo v hokeju na ledu 2010 je bilo 74. po vrsti. Vodila ga je Mednarodna hokejska zveza (IIHF). 48 držav je bilo razporejenih v 4 različne divizije. Tekmovanje je tudi služilo kot kvalifikacije za Svetovno prvenstvo v hokeju na ledu 2011. 

## Elitna divizija
| Sodelujoče države Gelsenkirchen, Mannheim in Köln, Nemčija - 7. do 23. maj 2010 | Sodelujoče države Gelsenkirchen, Mannheim in Köln, Nemčija - 7. do 23. maj 2010 | Sodelujoče države Gelsenkirchen, Mannheim in Köln, Nemčija - 7. do 23. maj 2010 | Sodelujoče države Gelsenkirchen, Mannheim in Köln, Nemčija - 7. do 23. maj 2010 |
| Skupina A                                                                       | Skupina A                                                                       | Skupina A                                                                       | Skupina A                                                                       |
| Belorusija                                                                      | Kazahstan                                                                       | Rusija                                                                          | Slovaška                                                                        |
| Skupina B                                                                       | Skupina B                                                                       | Skupina B                                                                       | Skupina B                                                                       |
| Kanada                                                                          | Italija                                                                         | Latvija                                                                         | Švica                                                                           |
| Skupina C                                                                       | Skupina C                                                                       | Skupina C                                                                       | Skupina C                                                                       |
| Češka                                                                           | Francija                                                                        | Norveška                                                                        | Švedska                                                                         |
| Skupina D                                                                       | Skupina D                                                                       | Skupina D                                                                       | Skupina D                                                                       |
| Danska                                                                          | Finska                                                                          | Nemčija                                                                         | ZDA                                                                             |
| ------------------------------------------------------------------------------- | ------------------------------------------------------------------------------- | ------------------------------------------------------------------------------- | ------------------------------------------------------------------------------- |

Italija in Kazahstan sta izpadla v Divizijo I za Svetovno prvenstvo v hokeju na ledu 2011.

## Divizija I
| Sodelujoče države                                      | Sodelujoče države                                      | Sodelujoče države                                      | Sodelujoče države                                      |
| Skupina A Tilburg, Nizozemska - 17. do 25. april 2010  | Skupina A Tilburg, Nizozemska - 17. do 25. april 2010  | Skupina A Tilburg, Nizozemska - 17. do 25. april 2010  | Skupina A Tilburg, Nizozemska - 17. do 25. april 2010  |
| Avstrija                                               | Ukrajina                                               | Japonska                                               |                                                        |
| Litva                                                  | Nizozemska                                             | Srbija                                                 |                                                        |
| Skupina B Ljubljana, Slovenija - 17. do 25. april 2010 | Skupina B Ljubljana, Slovenija - 17. do 25. april 2010 | Skupina B Ljubljana, Slovenija - 17. do 25. april 2010 | Skupina B Ljubljana, Slovenija - 17. do 25. april 2010 |
| Madžarska                                              | Slovenija                                              | Združeno kraljestvo                                    |                                                        |
| Poljska                                                | Hrvaška                                                | Južna Koreja                                           |                                                        |
| ------------------------------------------------------ | ------------------------------------------------------ | ------------------------------------------------------ | ------------------------------------------------------ |

### Skupina A
|   | Reprezentanca | OT | Z | ZPP | PPP | P | GF | GA | GR  | TOČ |
| - | ------------- | -- | - | --- | --- | - | -- | -- | --- | --- |
| 1 | Avstrija      | 5  | 5 | 0   | 0   | 0 | 28 | 5  | 23  | 15  |
| 2 | Ukrajina      | 5  | 4 | 0   | 0   | 1 | 39 | 12 | 27  | 12  |
| 3 | Japonska      | 5  | 3 | 0   | 0   | 2 | 17 | 7  | 10  | 9   |
| 4 | Nizozemska    | 5  | 1 | 1   | 0   | 3 | 11 | 19 | -8  | 5   |
| 5 | Litva         | 5  | 1 | 0   | 0   | 4 | 19 | 33 | -14 | 3   |
| 6 | Srbija        | 5  | 0 | 0   | 1   | 4 | 8  | 46 | -38 | 1   |

### Skupina B
|   | Reprezentanca       | OT | Z | ZPP | PPP | P | GF | GA | GR  | TOČ |
| - | ------------------- | -- | - | --- | --- | - | -- | -- | --- | --- |
| 1 | Slovenija           | 5  | 4 | 1   | 0   | 0 | 29 | 10 | 19  | 14  |
| 2 | Madžarska           | 5  | 4 | 0   | 0   | 1 | 21 | 6  | 15  | 12  |
| 3 | Poljska             | 5  | 3 | 0   | 0   | 2 | 15 | 12 | 3   | 9   |
| 4 | Združeno kraljestvo | 5  | 2 | 0   | 1   | 2 | 10 | 10 | 0   | 7   |
| 5 | Južna Koreja        | 5  | 1 | 0   | 0   | 4 | 13 | 21 | -8  | 3   |
| 6 | Hrvaška             | 5  | 0 | 0   | 0   | 5 | 4  | 33 | -29 | 0   |

Avstrija in Slovenija sta se kvalificirali v elitno divizijo za Svetovno prvenstvo v hokeju na ledu 2011.
Srbija in Hrvaška sta izpadli v Divizijo II za Svetovno prvenstvo v hokeju na ledu 2011.

## Divizija II
| Sodelujoče države                                          | Sodelujoče države                                          | Sodelujoče države                                          | Sodelujoče države                                          |
| Skupina A Ciudad de Mexico, Mehika - 10. do 17. april 2010 | Skupina A Ciudad de Mexico, Mehika - 10. do 17. april 2010 | Skupina A Ciudad de Mexico, Mehika - 10. do 17. april 2010 | Skupina A Ciudad de Mexico, Mehika - 10. do 17. april 2010 |
| Avstralija                                                 | Belgija                                                    | Španija                                                    |                                                            |
| Bolgarija                                                  | Mehika                                                     | Turčija                                                    |                                                            |
| Skupina B Talin, Estonija - 10. do 17. april 2010          | Skupina B Talin, Estonija - 10. do 17. april 2010          | Skupina B Talin, Estonija - 10. do 17. april 2010          | Skupina B Talin, Estonija - 10. do 17. april 2010          |
| Romunija                                                   | Estonija                                                   | Kitajska                                                   |                                                            |
| Islandija                                                  | Izrael                                                     | Nova Zelandija                                             |                                                            |
| ---------------------------------------------------------- | ---------------------------------------------------------- | ---------------------------------------------------------- | ---------------------------------------------------------- |

### Skupina A
|   | Reprezentanca | OT | Z | ZPP | PPP | P | GF | GA | GR  | TOČ |
| - | ------------- | -- | - | --- | --- | - | -- | -- | --- | --- |
| 1 | Španija       | 5  | 5 | 0   | 0   | 0 | 35 | 7  | 28  | 15  |
| 2 | Avstralija    | 5  | 4 | 0   | 0   | 1 | 31 | 15 | 16  | 12  |
| 3 | Belgija       | 5  | 3 | 0   | 0   | 2 | 26 | 18 | 8   | 9   |
| 4 | Bolgarija     | 5  | 2 | 0   | 0   | 3 | 28 | 31 | -3  | 6   |
| 5 | Mehika        | 5  | 1 | 0   | 0   | 4 | 17 | 21 | -4  | 3   |
| 6 | Turčija       | 5  | 0 | 0   | 0   | 5 | 8  | 53 | -45 | 0   |

### Skupina B
|   | Reprezentanca  | OT | Z | ZPP | PPP | P | GF | GA | GR  | TOČ |
| - | -------------- | -- | - | --- | --- | - | -- | -- | --- | --- |
| 1 | Estonija       | 5  | 5 | 0   | 0   | 0 | 62 | 5  | 57  | 15  |
| 2 | Romunija       | 5  | 4 | 0   | 0   | 1 | 47 | 14 | 33  | 12  |
| 3 | Islandija      | 5  | 3 | 0   | 0   | 2 | 16 | 18 | -2  | 9   |
| 4 | Nova Zelandija | 5  | 2 | 0   | 0   | 3 | 9  | 39 | -30 | 6   |
| 5 | Kitajska       | 5  | 1 | 0   | 0   | 4 | 12 | 26 | -15 | 3   |
| 6 | Izrael         | 5  | 0 | 0   | 0   | 5 | 11 | 55 | -44 | 0   |

Španija in Estonija sta se kvalificirali v Divizijo I za Svetovno prvenstvo v hokeju na ledu 2011.
Turčija in Izrael sta izpadla v Divizijo III za Svetovno prvenstvo v hokeju na ledu 2011.

## Divizija III
| Sodelujoče države                                  | Sodelujoče države                                  | Sodelujoče države                                  | Sodelujoče države                                  |
| Skupina A Atene, Grčija - 14. do 18. april 2010    | Skupina A Atene, Grčija - 14. do 18. april 2010    | Skupina A Atene, Grčija - 14. do 18. april 2010    | Skupina A Atene, Grčija - 14. do 18. april 2010    |
| Luksemburg                                         | Grčija                                             |                                                    |                                                    |
| Irska                                              | Združeni arabski emirati                           |                                                    |                                                    |
| Skupina B Erevan, Armenija - 14. do 18. april 2010 | Skupina B Erevan, Armenija - 14. do 18. april 2010 | Skupina B Erevan, Armenija - 14. do 18. april 2010 | Skupina B Erevan, Armenija - 14. do 18. april 2010 |
| Severna Koreja                                     | Južna Afrika                                       |                                                    |                                                    |
| Mongolija                                          | Armenija                                           |                                                    |                                                    |
| -------------------------------------------------- | -------------------------------------------------- | -------------------------------------------------- | -------------------------------------------------- |

### Skupina A
|   | Reprezentanca            | OT | Z | ZPP | PPP | P | GF | GA | GR  | TOČ |
| - | ------------------------ | -- | - | --- | --- | - | -- | -- | --- | --- |
| 1 | Irska                    | 3  | 3 | 0   | 0   | 0 | 17 | 7  | 10  | 9   |
| 2 | Grčija                   | 3  | 2 | 0   | 0   | 1 | 10 | 5  | 5   | 6   |
| 3 | Luksemburg               | 3  | 1 | 0   | 0   | 2 | 8  | 10 | -2  | 3   |
| 4 | Združeni arabski emirati | 3  | 0 | 0   | 0   | 3 | 5  | 18 | -13 | 0   |

### Skupina B
|   | Reprezentanca  | OT | Z | ZPP | PPP | P | GF | GA | GR  | TOČ |
| - | -------------- | -- | - | --- | --- | - | -- | -- | --- | --- |
| 1 | Armenija       | 3  | 3 | 0   | 0   | 0 | 31 | 8  | 23  | 9   |
| 2 | Severna Koreja | 3  | 2 | 0   | 0   | 1 | 32 | 11 | 21  | 6   |
| 3 | Južna Afrika   | 3  | 1 | 0   | 0   | 2 | 17 | 14 | 3   | 3   |
| 4 | Mongolija      | 3  | 0 | 0   | 0   | 3 | 2  | 49 | -47 | 0   |

Irska in Severna Koreja sta se kvalificirali v Divizijo II za Svetovno prvenstvo v hokeju na ledu 2011. 